# Roulandt

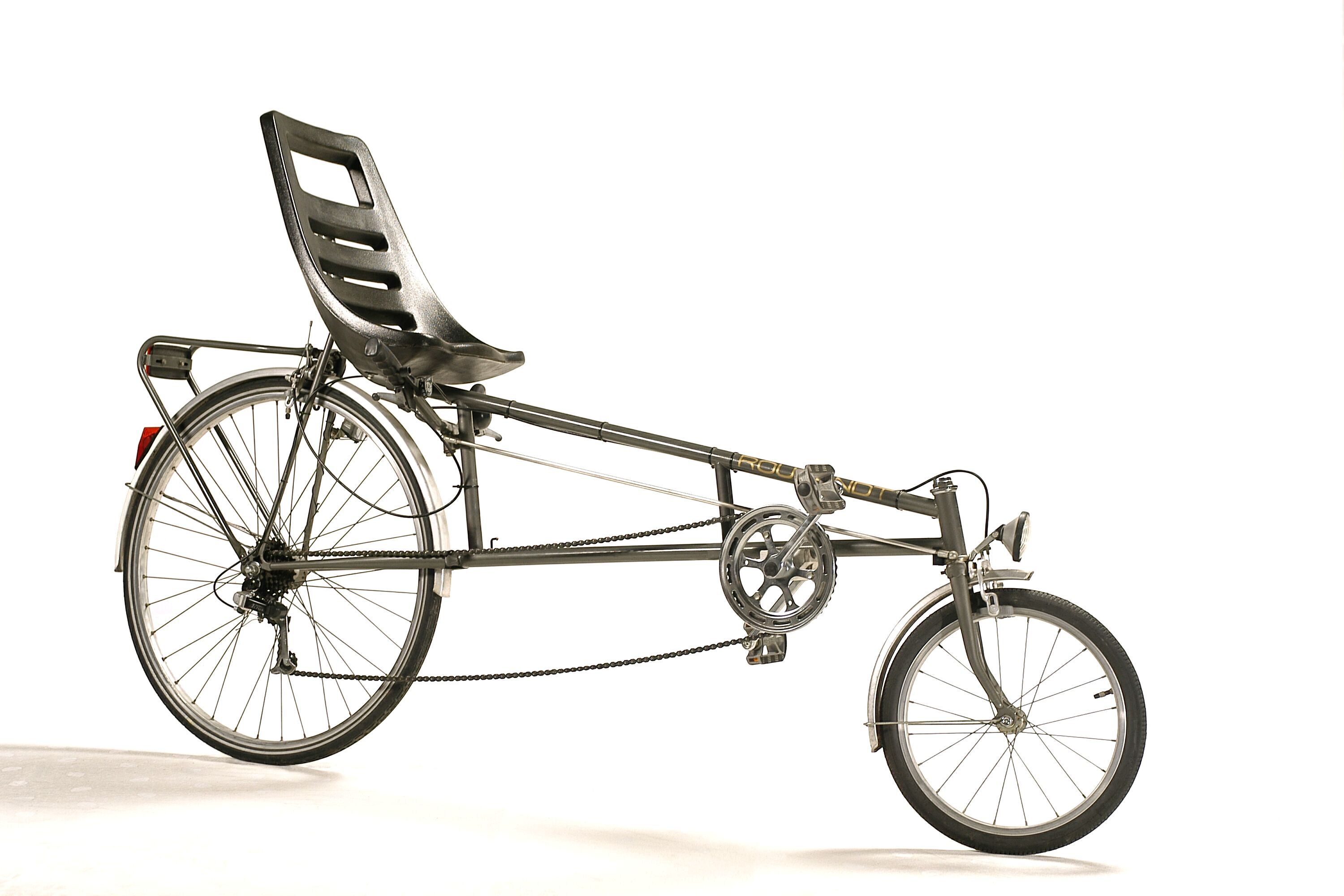
De Roulandt

De Roulandt was de eerste seriematig geproduceerde Nederlandse ligfiets, in 1981 ontworpen door de industrieel vormgever Aart Roelandt (geboren 1954). 

## Geschiedenis
Bij een stage in de fabriek van Gazelle had Roelandt zich bekwaamd in de technische kant van de fietsfabricage, en hij koos deze fiets als afstudeerproject voor zijn studie aan de academie voor industriële vormgeving te Eindhoven. Na zijn afstuderen werkte  hij nog twee jaar aan zijn ontwerp, voordat het in 1983 in productie werd genomen.
De fiets werd met zoveel mogelijk standaard fietsmateriaal en bekende technieken gebouwd, zodat elke fietsenmaker hem zou kunnen repareren. De naam van de fiets werd iets anders gespeld dan die van de maker, om hem wat internationaler te doen klinken, mede geïnspireerd door het Franse woord 'rouler' (rijden).
In 1987 kocht het museum Boijmans Van Beuningen een exemplaar voor de expositie 'Holland in vorm'. De fiets werd in kleine aantallen over de hele wereld verkocht. De toenmalige Britse prins Charles heeft er eens een proefrit op gemaakt en verklaarde daarna op een uitzending van de BBC dat de fiets 'very easy to ride' was.
Het ontwerp werd meerdere malen op allerlei punten verbeterd, maar er zaten verschillende ontwerpfouten in; er was in die tijd nog nauwelijks informatie beschikbaar was over ontwerp en bouw van ligfietsen en het ontwerp was niet goed doorgerekend. Het belangrijkste probleem bleek dat de framebuizen niet berekend waren op de krachten: het waren gewone fietsframebuizen maar vanwege hun grotere lengte en de zijdelingse belasting waren ze niet sterk genoeg. Daardoor braken de frames veelvuldig.
Toen  de productie in 1988 gestaakt werd, waren er twee- tot zevenduizend exemplaren gemaakt. De Roulandt werd een collector's item en is nauwelijks nog op straat te zien.

## Ergonomische aspecten
De voorwaartse plaatsing van de pedalen is typerend voor een ligfiets, maar de zithouding niet, daarom wordt de Roulandt ook wel een 'zitfiets' genoemd. Deze houding heeft het nadeel dat men tijdens het rijden nog vrij veel luchtweerstand heeft. Ook drukt het gewicht van de romp de intensief bewegende bilspieren te stevig in de stoel, wat onprettig en inefficiënt is. Bij latere, 'echte' ligfietsen is de houding veel meer liggend, zodat het lichaam meer op de rug dan op de billen steunt.
Een ander praktisch bezwaar van de Roulandt is het zwaartepunt dat ver naar achteren ligt, zeker met zware tassen op de bagagedrager. Er is dus weinig druk op het voorwiel, wat verschillende nadelen heeft: bij het wegrijden kan men onbedoeld een wheelie maken en het voorwiel schuift in bochten makkelijk weg.